# Ceratobracon adaniensis
Ceratobracon adaniensis är en stekelart som beskrevs av Ahmet Beyarslan 1987. Ceratobracon adaniensis ingår i släktet Ceratobracon och familjen bracksteklar. Inga underarter finns listade i Catalogue of Life.